# Der alte Siegentäler
Philipp Scheitenberger der Jüngere (* 1. April 1847 in Schelklingen; † 30. Juli 1931 in Siegental bei Allmendingen (Württemberg)) war zum Ende des 19. und Beginn des 20. Jahrhunderts Kolonist sowie Landwirt in dem am nordöstlichen Albtrauf gelegenen Siegental und eine bedeutende Bauernpersönlichkeit im heutigen Alb-Donau-Kreis. Er war und ist auch als der alte Siegentäler bekannt.

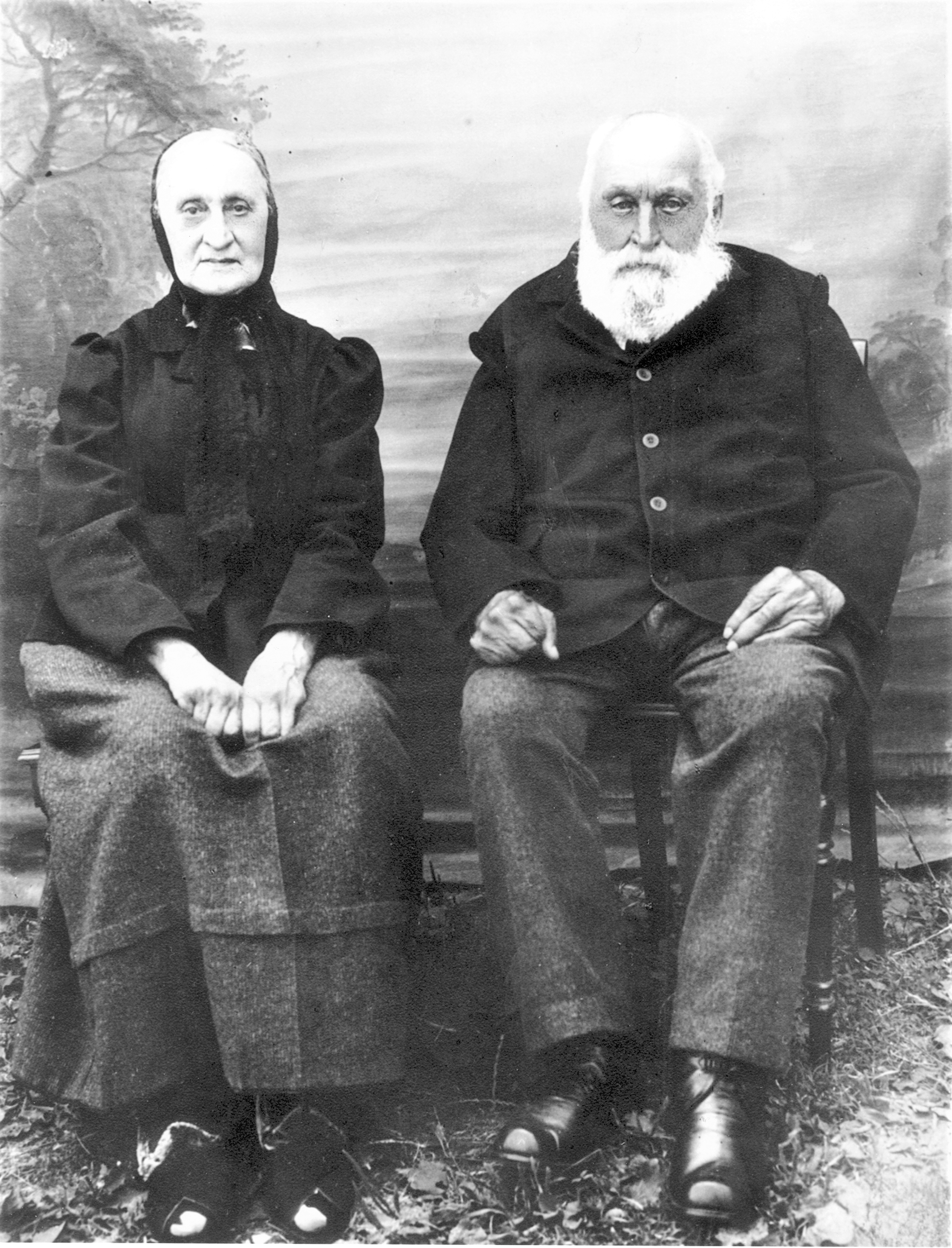
Philipp Scheitenberger der Jüngere sitzend neben seiner Ehefrau Anna „Maria“ Günter

## Leben
Philipp Scheitenberger der Jüngere war Sohn des Schelklinger Stadtschultheißen Philipp Scheitenberger und seiner Ehefrau Antonia Keller (1815–1849).
Wie auch sein Vater, der als Bauer und Bäckermeister seinen Lebensunterhalt bestritt, wurde auch Scheitenberger der Jüngere Landwirt. So wurde der Sohn vom Vater im Alter von 16 Jahren mit zwei Mägden von 18 Jahren und einem älteren Knecht auf den um 1850 erbauten elterlichen Kolonistenhof in das wenig fruchtbare Siegental geschickt, um das 100 Morgen umfassende, steinige und von Disteln bestandene Land des Siegentalhofes urbar zu machen und zu bewirtschaften. Dies war für den Sohn aufgrund seiner intellektuellen Begabung kein leicht zu tragendes Schicksal, da er eigentlich gerne studiert hätte, und auch hierzu durch seine sehr gut absolvierte Schulausbildung durchaus das Rüstzeug erworben hatte.
Der alte Siegentäler kommentierte sein Schicksal als Bauer im hohen Alter noch immer sichtlich gekränkt über den Verlauf seines bisherigen Lebens wie folgt: „Durch List bin ich auf diesen Hof gekommen, da drinnen aber“, sagte er auf seine Brust deutend, „ist mir mein Leben lang ein Kränker geblieben.“ Er hatte dem Vater sein erzwungenes Schicksal als Bauer wohl zeitlebens nicht verziehen.
Philipp Scheitenberger der Jüngere heiratete schließlich am 20. Juli 1868 die ebenfalls aus Schelklingen stammende Anna Maria Günter (* 21. September 1847; † 1931) und zeugte mit ihr 11 Kinder, von denen drei jedoch in jungen Jahren starben.
Heinrich Scheitenberger, einer seiner Söhne wurde schließlich Revierförster im Altdorfer Wald bei Weingarten, während er seinem Sohn Philipp III. in zweiter Generation den Siegentalhof übergab.
Mit seinem Leben als Bauer und den hiermit einhergehenden Beschwernissen und körperlichen Strapazen sehr unglücklich fand Philipp Scheitenberger der Jüngere schließlich auch ohne Studium sein Glück im Lesen und der geistigen Beschäftigung, was im höheren Alter auch damit einherging, dass ihn die Gicht von weiterer körperlicher Arbeit fernhielt und in den Lehnstuhl zwang.
So hat sich hierzu sein Ausspruch überliefert: „Das Lesen ist für mich in meinem Alter meine einzige Freude und mein einziger Trost, sonst wäre ich der unglücklichste Mensch.“
Gelesen hatte Philipp Scheitenberger der Jüngere zeit seines Lebens viel, darunter waren  „(...) volkstümliche und religiöse Werke und Erzähler, die oberschwäbischen Dialektdichter wie Waizmann und Michel Buck (...)“, den er persönlich kannte, aber auch die „(...) gewichtigeren Schriftsteller und die ganz Großen im Reich des Geistes, Homer, Dante, Shakespear.“
Die Lieblingswerke des alten Siegentälers waren jedoch die Epen Ilias und die Odyssee von Homer, die er in der Übersetzung zu Lebzeiten beinahe vollständig auswendig aufsagen konnte. Das Lesen von Homers Werken begeisterte ihn sehr, so dass er hierzu bemerkte: „Das ist ein prächtiges Lesen und stärkt den Geist.“

## Wirken
Das Wirken des alten Siegentälers war hauptsächlich auf die Urbarmachung und Kolonisation des bei Allmendingen gelegenen Siegentales beschränkt, was vor allem aufgrund des dort herrschenden Wassermangels und dem unfruchtbaren Boden eine sehr aufwändige und kräftezehrende Arbeit war. Nur wenig Regenwasser konnte in einer neben dem Hof gelegenen Hüle gesammelt werden. Der Hauptteil des auf dem Hof benötigten Wassers musste jedoch bis ins Jahr 1921 mit einem Wasserwagen von einer Schöpfstelle am bergabwärts gelegenen Sieggraben geholt werden.
Philipp Scheitenberger dem Jüngeren gelang es schließlich nach Jahrzehnten mit der Aufwendung vieler Mühen und Entbehrungen eine tragfähige Landwirtschaft im Siegental aufzubauen und hier trotz der schlechten Bedingungen mit Hilfe des Einsatzes von Kunstdüngern wie etwa Thomasmehl und landwirtschaftlichem Geschick aus kümmerlichen Schafweiden fruchtbare Äcker sowie ausgedehnte Streuobstwiesen und eine verhältnismäßig große Hofanlage zu entwickeln.
Am Leben und Wirken des alten Siegentälers verdeutlicht sich in anschaulicher Weise die Spätkolonisation von Ungunstlagen am nordöstlichen Traufgebiet der Schwäbischen Alb.
Neben dem landwirtschaftlichen Wirken des alten Siegentälers auf seinem gleichnamigen Hof wurde er bereits zu Lebzeiten aufgrund seines hohen Bildungsgrades und seiner Belesenheit öffentlich als Idealgestalt eines Bauern wahrgenommen, was sich anhand der medialen Rezeption seines persönlichen und auch tragischen Schicksals als eigentlich für höheres bestimmter, jedoch vom Vater zum Bauerndasein gezwungener Sohn des Stadtschultheißen von Schelklingen Philipp Scheitenberger dem Älteren und seinem harten Kolonistenleben im Siegental auch in Zeitungsartikeln zum Siegentäler aus dem Jahr 1927 und 1954 dezidiert abbildete.

## Familie
Philipp Scheitenberger heiratete in Schelklingen am 20. Juli 1868 die Bäckerstochter Anna „Maria“ Günter (* Schelklingen 21. September 1847; † Siegental Gem. Allmendingen 23. September 1935). Am 21. Juli 1868 verzog das Ehepaar offiziell nach Siegental, Pfarrei Allmendingen. In der Ehe wurden elf Kinder geboren, von welchen drei jung starben. Es überlebten acht Kinder, vier Jungen und vier Mädchen, darunter:
- Walburga, geb. Schelklingen 21. Januar 1867, ⚭ Schelklingen 26. Oktober 1897 Franz Josef Hildenbrand, † Schelklingen 29. März 1952
- Antonia, geb. Siegental 6. Mai 1869, ⚭ Ingstetten 20. Juli 1897 Eduard Fuchsloch, † Ingstetten 20. März 1953
- Philipp, geb. Siegental 21. Juni 1870, ⚭ NN, † Siegental 1920 (errechnet) (50 Jahre alt): übernahm den Hof, hinterließ sieben kleine Kinder
- Franz Xaver, geb. Siegental 15. September 1871, † Dezember 1954 (84 Jahre alt)
- Maria, geb. Siegental 1882 (errechnet), † …: lebte im Dezember 1954 im Stüble im Siegental 72 Jahre alt
- Heinrich, Revierförster, geb. Siegental, ⚭ NN, † …; lebte im Dezember 1954 im Ruhestand im Kreis Ravensburg: neun erwachsene Kinder

## Andenken
Das Andenken an diese Bauerngestalt wurde durch seine mediale Rezeption einerseits bewahrt, jedoch auch inhaltlich geformt und auf die angeführten Wesenszüge und das schicksalhaft-tragische und geistig rege im Leben des alten Siegentälers als einer großen schwäbischen Bauerngestalt der zweiten Hälfte des 19. und ersten Hälfte des 20. Jh.  zugespitzt.
Fortgesetzt wurde das Andenken an den alten Siegentäler einerseits, durch ein Theaterstück, das in den 1960er Jahren zum Leben des Philipp Scheitenberger des Jüngeren in Almendingen aufgeführt wurde.
1980 verfasste der Schelklinger Stadtarchivar Wilhelm Lederer ein Buch über das Leben des Stadtschultheißen Scheitenberger, in dem Lederer jedoch dessen Geschichte mit der Geschichte seines Sohnes Philipp dem alten Siegentäler stark vermengte, so dass Vater und Sohn zu einer historischen Person verschmolzen wurden.
Von dem einstigen Gehöft Philipp Scheitenbergers des Jüngeren im Siegental und seiner landwirtschaftlichen Kolonistenleistung ist inzwischen nicht mehr viel übriggeblieben, da der Hof 2010 nach dem Verkauf an ein lokales Zementwerk abgerissen wurde, um dort Kalkstein für die Zementproduktion abzubauen. Somit blieb bis auf die alte, nachträglich als technisches Denkmal qualifizierte hydraulische Widderanlage des Siegentalbrunnens vom Kolonisten- und Geistesleben des alten Siegentälers nicht viel übrig, was  an diesen wichtigen Teil der Lokalgeschichte Allmendingens und des Alb-Donau-Kreises erinnern könnte.